# 마르셀로 가야르도
마르셀로 다니엘 가야르도(스페인어: Marcelo Daniel Gallardo maɾˈselo ɣaˈʝaɾðo[*],[A] 1976년 1월 18일, 부에노스 아이레스 주 멜로 구 ~)는 아르헨티나의 축구 감독이자 전 프로 선수로, 현재 프리메라 디비시온의 리버 플레이트를 지휘하고 있다. 가야르도는 리버 플레이트의 유소년부에서 축구를 시작했고, 1993년에 17세의 나이로 아르헨티나 프리메라 디비시온 신고식을 치렀다. 6년 동안 소속 구단의 5번 리그 우승에 일조했고, 1996년 코파 리베르타도레스, 1997년 수페르코파 수다메리카나도 들어올렸으며, 프랑스 리그 1의 모나코에서 2000년 프랑스 리그 올해의 축구 선수로도 지명되었다. 가야르도는 아르헨티나 국가대표팀의 일원으로 2차례 월드컵에 참가했지만, 두 대회 모두 부상으로 맹활약을 펼치지는 못했다.
현역 시절, 가야르도는 공격형 미드필더와 플레이메이커로 활약했다. 그는 넓은 시야, 출중한 기술력, 품격, 공몰이, 그리고 수비를 가로지르는 공넘김으로 찬사를 받았다.
2010-11 시즌, 나시오날에서 우루과이 프리메라 디비시온을 우승한 후, 가야르도는 현역에서 은퇴하여 감독이 되었다. 그는 몬테비데오가 이듬해에도 정상을 지키는 데 일조했고, 이후 리버 플레이트로 건너갔다. 가야르도는 리버 플레이트에서 리그를 수 차례 우승했고, 친정 구단을 1997년부터 2014년까지 무관의 수렁에 빠졌던 국제 무대에 다시 올려놓았다. 구단 역사상 최다 국제 대회 우승을 거두면서, 그는 리버 플레이트 역사상 최고의 감독으로 손꼽힌다.

## 클럽 경력

### 초창기와 리버 플레이트 1기
부에노스 아이레스 대도시권의 멜로 구 파르케 산 마르틴 동에서 건설 인부 마시모 가야르도와 양로원 근로자 아나 마리아 마이다나 사이에서 출생한 가야르도는 10세에 인근 온세 콜레히알레스와 나우엘 유소년 축구교실에서 축구를 시작했다. 1부 리그 여러 구단의 유소년부 제의를 받은 그는 리버 플레이트에서 입단 시험을 보고 1988년에 미드필더로 입단했다. 가야르도는 2-0으로 이긴 뉴얼스 올드 보이스와의 1992-93 시즌 아르헨티나 프리메라 디비시온 클라우수라에서 프로 신고식을 치렀다.
리버 플레이트는 1993-94 시즌 아페르투라 우승을 거두었다. 가야르도는 이어서 몇 시즌동안 여러 차례 국내 대회 우승을 거두었고(1994년, 1996년, 그리고 1997년 아페르투라, 1997년 클라우수라), 1996년에 주전 미드필더로 도약했다. 그는 결승전에서 아메리카 칼리를 합계 2-1로 이기고 코파 리베르타도레스 정상에 올라 첫 국제 대회 우승을 거머쥐었다. 두 경기를 후보 선수로 대기하던 가야르도는 후반전에 경기장을 밟았다. 그러나, 리버 플레이트는 몇 달 후, 도쿄 국립경기장에서 열린 유벤투스와의 인터콘티넨털컵에서 0-1로 석패했다.
가야르도는 1990년대 말에 유럽 구단들의 스카우터에 포착되었고, 결국 프랑스 리그 1의 모나코로 이적했고, 가야르도의 리버 플레이트 1기는 1998-99 시즌을 끝으로 막을 내렸다. 그는 6년 동안 109번의 리그 경기에 출전해 17골을 기록했다.

### 모나코
1999년, 가야르도는 모나코와 $9.36M(2022년 가치로 $16.44M에 상응)에 5년 계약을 체결했다. 그는 1999-2000 시즌, 2-2로 비긴 생-테티엔과의 개막전에서 유럽 무대 첫 경기를 치렀고, 9월 12일에 1-2로 패한 렌 원정 경기에서 1호골을 기록했다. 비록 가야르도는 시즌 개막 전에 발목 부상을 입었지만, 빠르게 프랑스 무대에 녹아들어 뤼도비크 지울리와 함께 중원을 맡아 공격수 마르코 시모네와 다비드 트레제게를 지원했다. 가야르도는 이 시즌에 28경기 출전 8골을 기록하여 모나코의 디비시옹 1 우승에 일조했고, 프랑스 리그 올해의 선수로 선정되었다.
디디에 데샹 감독은 2000-01 시즌 중도에 부임하였는데, 둘 간의 불화는 가야르도가 데샹 감독과  언쟁한 적 있는 다른 두 선수 크리스티안 파누치와 마르코 시모네와 함께 2003-04 시즌에 구단을 떠나기 전까지 지속되었다. 그는 모나코에서 4년을 보내며 126번의 경기에 출전해 23골을 기록했고, 마지막 시즌에 쿠프 드 라 리그를 추가했다.

### 리버 플레이트 2기
가야르도는 2004년에 리버 플레이트에 복귀하여 주장 완장을 받았다. 리버 플레이트는 복귀 후, 자신의 마지막 친정 구단 우승인 클라우수라 우승을 거두었다.
가야르도는 1-1로 비긴 아틀레티코 라파엘라와의 안방 경기에서 득점하여 오랜 기간 경쟁하던 보카 주니어스를 제치고 리그 정상에 오를 수 있게 되었다.
그 해 리버 플레이트는 보카 주니어스와의 2004년 코파 리베르타도레스 준결승전에서 무릎을 꿇었다. 두 경기 후 두 구단은 2-2로 비겼지만, 보카 주니어스가 승부차기에서 이겨 리버 플레이트가 탈락했다. 라울 알프레도 카시니와 몸싸움을 벌인 후, 가야르도와 카시니는 나란히 퇴장 명령을 받아 2차전에 결장했다. 그 외에도 연루된 선수들이 더 있었는데, 가야르도는 로베르토 아본단시에리의 얼굴을 할퀴었다. 이는 그의 프로 활약상 최악의 흑역사였다.

### 파리 생-제르맹
구단 내부 및 개인적 문제로 난항을 겪는 가야르도는 리버 플레이트 복귀 이래 부진에 빠졌는데(256번의 경기에 출전해 레드 카드만 10장을 받았다), 그는 프랑스 리그에서 제의가 오면 복귀할 것을 심사숙고했다. 파리 연고의 파리 생-제르맹과 코트 다쥐르의 마르세유가 그의 영입에 관심을 보였고, 그는 전자의 구단 입단을 선택했다.
파리지앵은 악전고투를 벌이며 2부 리그 강등 직전까지 갔고, UEFA컵에서도 탈락했다. 파리에서 1년을 보내며 13번의 경기에서 2골을 넣은 가야르도는 2년 계약을 해지하고, 미국 메이저 리그 사커 무대로 발을 돌렸다.

### D.C. 유나이티드
2008년 1월 29일, 가야르도는 D.C. 유나이티드 입단식에 참석했다. $1.87M의 연봉(2022년 가치로 $2.54M에 상응)의 가야르도는 D.C. 유나이티드 역사상 최고 급여를 받는 선수이자 구단 첫 지정 선수이다. 그는 로스 앤젤레스 갤럭시의 잉글랜드 미드필더 데이비드 베컴($6.5M)과 시카고 파이어의 멕시코 공격수 콰우테모크 블랑코($2.6M)에 이어 3번째로 가장 많은 급여를 받는 선수였다. 가야르도는 2008년 4월 5일, 토론토와의 경기에서 유나이티드 1호골을 기록했다. 그는 7월 17일과 7월 19일에 스포츠 탈장으로 수술을 받아 2008년 시즌 대부분을 결장했다. 15번의 경기에서 4골을 넣는 데 그친 가야르도는 메이저 리그 역사상 최악의 계약으로 거론된다. 2009년 2월, 그는 D.C. 유나이티드를 떠나 또다시 친정 리버 플레이트로 복귀했다.

### 리버 플레이트 3기와 나시오날에서의 은퇴
지금이 바로 현역 은퇴 후의 삶에 대해 생각할 때입니다.

2010년, 리버 플레이트에서 잠깐 머무른 가야르도는 우루과이 리그의 나시오날과 계약했다. 그는 비록 부상으로 13경기 출장에 그쳤지만, 성품과 경기에서의 헌신으로 찬사를 받았다. 2011년 6월 12일, 가야르도는 1-0으로 이긴 데펜소르 스포르팅과의 2011-12 시즌 우루과이 리그 경기에서 후반전에 투입되어 현역 마지막 경기를 치렀다. 그는 현역에서 은퇴한 후 며칠 뒤 나시오날의 감독으로 취임해 감독일을 시작했다.

## 국가대표팀 경력
가야르도는 아르헨티나 U-20 국가대표팀 일원으로 카타르에서 열린 1995년 세계 청소년 선수권 대회에 참가할 예정이었으나, 아르헨티나 성인 국가대표팀의 다니엘 파사레야 감독이 그를 차출시키기 요청하면서 대회 참가가 무산되었다.(파사레야 감독은 가야르도가 18세였던 1994년에도 선발로 중용했다) 그는 그 해, 산티아고에서 3-0으로 이긴 칠레와의 친선경기에서 마르셀로 에스피나와 교체되어 들어가 첫 국가대표팀 경기를 치렀다.
이 미드필더는 이듬해 1995년 팬아메리칸 게임에서 금메달을 목에 걸어 첫 국가대표팀 우승을 경험했다. 기예르모 바로스 스켈로토와 주축 선수로 분류된 그는 멕시코와의 결승전에서 승부차기 주자로 나서서 골망을 흔들었다. 아르헨티나는 1995년 킹 파흐드컵을 준우승으로 마무리했고, 1996년 하계 올림픽에서 은메달을 목에 걸었다. 비록 나이지리아에게 올림픽 금매달을 내주어야 했지만, 가야르도는 2018년에 은메달도 값지다고 밝혔다. 그는 1995년과 1997년에 아르헨티나 선수단 일원으로 코파 아메리카에 참가했지만, 8강 진출에 그쳤다.(현지에서는 성과 측면에서 실패한 대회로 평했다)
비록 가야르도는 프랑스에서 열린 1998년 월드컵을 앞두고 수 차례 부상에 허덕였지만(경기 도중 휴식 부족에 따른 넓다리 근육 염좌상 포함), 조별 리그의 자메이카전과 크로아티아전, 16강 잉글랜드전 승리에 일조했고, 아르헨티나가 패한 네덜란드와의 8강전에도 출전했다. 남미 지역 예선에서 완벽에 가까운 활약을 펼친 아르헨티나는 대한민국과 일본이 공동개최한 2002년 월드컵의 유력한 우승 후보로 거론되었다. 그러나, 아르헨티나는 1962년 월드컵 이래 40년 만에 처음으로 조별 리그에서 탈락했다. 단, 가야르도는 당시 선수단 주전이 아니었고, 후보 선수로 벤치에서 대기했다. 월드컵마다 부상 악령이 찾아온 점을 감안하면, 그는 다른 선수들에 비해 제 기량을 펼칠 수가 없는 "선수에게 있을 수 있는 최악의 순간"이었다고 볼 수 있다. 가야르도는 국가대표팀 경기에 44번 출전해 13골을 기록했다.

## 감독 경력

### 나시오날

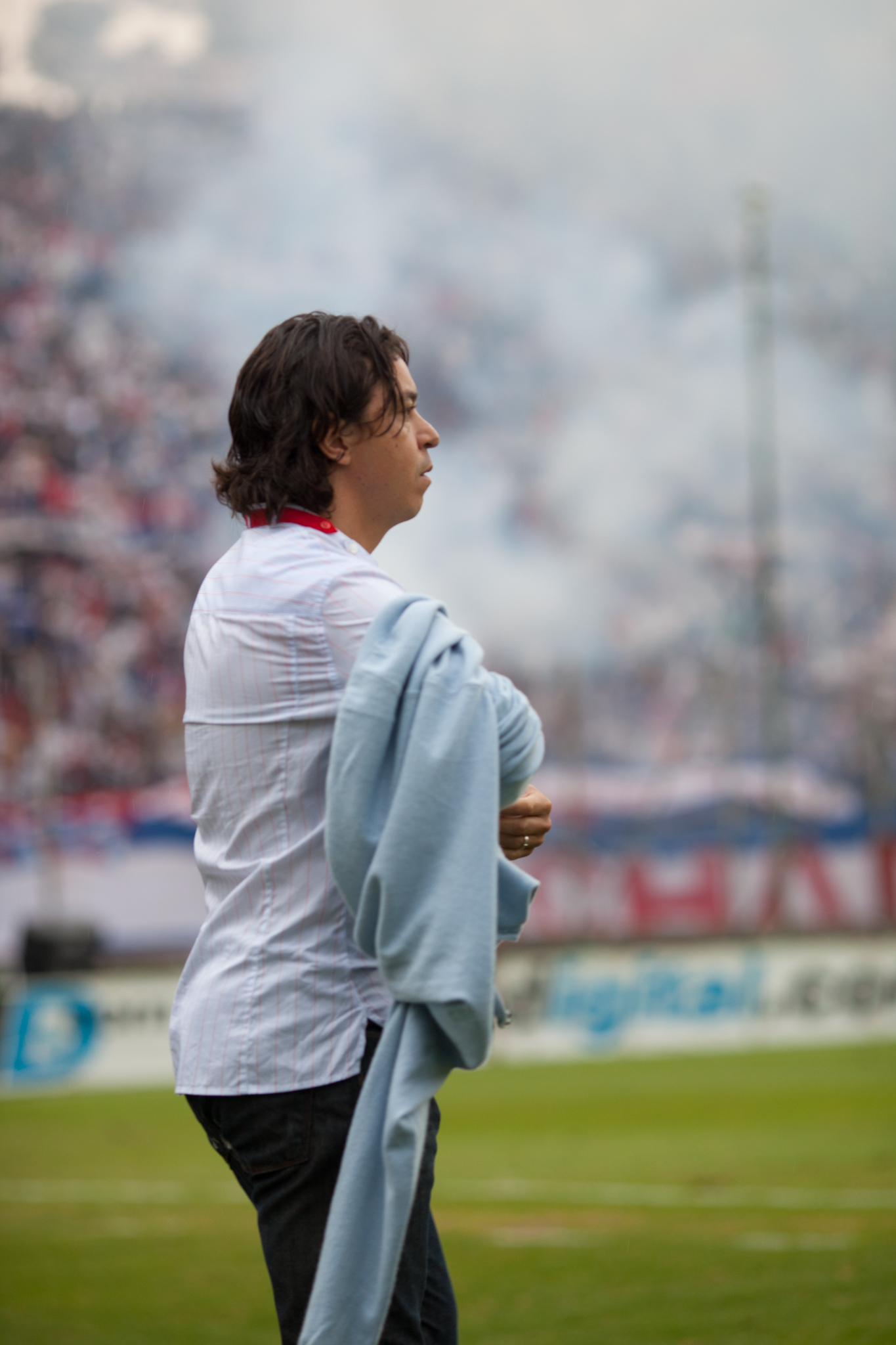
2012년, 나시오날을 지도하는 가야르도

2010년, 은퇴하기 전, 가야르도는 부에노스 아이레스의 [[비센테로페스 (부에노스아이레스주)|비센테 로페스의 호세 파리아스 데 비센테 로페스 제62 기술학교에서 감독 면허를 취득했다. 나시오날에서 2010-11 시즌 우루과이 프리메라 디비시온을 우승한 후 은퇴를 선언하고 며칠이 지나고서 구단의 감독 제의를 받았다. 나시오날은 리그 정상을 방어하는데 성공하여 가야르도 휘하의 선수단은 2011-12 시즌 우승을 거두었다. 그의 감독진에 마티아스 비스카이, 파블로 로드리게스, 그리고 마스렐로 툴보비츠가 동행했다. 가야르도는 이후 나시오날을 맡아 직전 시즌만해도 동료였던 선수들을 지도하면서 "경험을 가파르게 쌓았다"고 후평했다.

### 리버 플레이트
2014년부터 2015년까지
2014년 6월 6일, 가야르도는 라몬 디아스 감독이 5월 27일에 논란의 사임으로 공석이 된 리버 플레이트의 구단 이사진이자 전 동료였던 엔초 프란체스콜리로부터 선수단의 신임 감독으로 선임되었다. 그는 마티아스 비스카이와 마르셀로 툴보비츠를 비롯해 나시오날에서 함께했던 기술진 들 중 일부와 동행하게 되었다. 디아스의 주축 선수였던 카를로스 카르보네로, 마누엘 란시니, 그리고 크리스티안 레데스마는 구단을 떠났고, 강등되었던 선수들(예를 들어 카를로스 산체스나 로드리고 모라 등)이 복귀했다. 리버 플레이트는 그의 입단 원년에 2명만을 역임했다. 공격형 미드필더 레오나르도 피스쿨리치는 2부 리그로 강등된 아르헨티노스 주니어스에서, 골키퍼 훌리오 치아리니는 인스티투토 코르도바에서 이적했다.
가야르도의 지도 방식은 11월 9일에 32경기동안 구단 역대 최다 경기 무패행진 공동기록을 세우면서 아르헨티나 언론의 찬사를 받았고, 이 기록은 에스투디안테스와의 경기에서 사흘 뒤 패배로 경신하지는 못했다. 그 시즌 무패 행진을 기록하면서 32번의 경기를 치렀는데, 라몬 디아스는 이 중 8경기를 치렀었다. 리버 플레이트는 전환기 시즌 선두를 달렸고, 코파 수다메리카나에서 숙적 보카 주니어스와 맞대결을 펼쳤다. 준결승전에서 주축 선수들을 휴식 차원에서 제외하면서, 가야르도는 2위를 달리는 라싱 클루브를 상대로 2군을 운영했고, 라미로 푸네스 모리의 자책골로 패했다. 결국 라싱이 리버 플레이트를 승점 2점차로 따돌리고 2001년 이래 첫 리그 우승을 거두었다.
리버는 모누멘탈에서 열린 보카 주니어스와의 2차전 경기에서 레오나르도 피스쿨리치의 1-0 결승골로 승리를 쟁취했다. 2014년 코파 수다메리카나 결승전에서 피스쿨리치는 또다시 득점을 기록해 아틀레티코 나시오날과 아타나시오 히라르도트 적지에서 1-1로 비겼다. 수비수 가브리엘 메르카도와 헤르만 페세야가 모누멘탈에서 벌어진 2차전에서 득점을 기록해, 2-0 승리를 견인하며 리버 플레이트의 대회 무패 우승이자 1997년 이래 첫 국제 대회 우승을 선사했다. 가야르도는 선수로서도 감독으로서도 모두 국제 대회 우승을 기록한 최초의 리버 플레이트의 인물로 기록되었다. 그는 보카 주니어스와의 2차전 직전에 영면에 든 자신의 모친에게 우승의 공을 돌렸다.

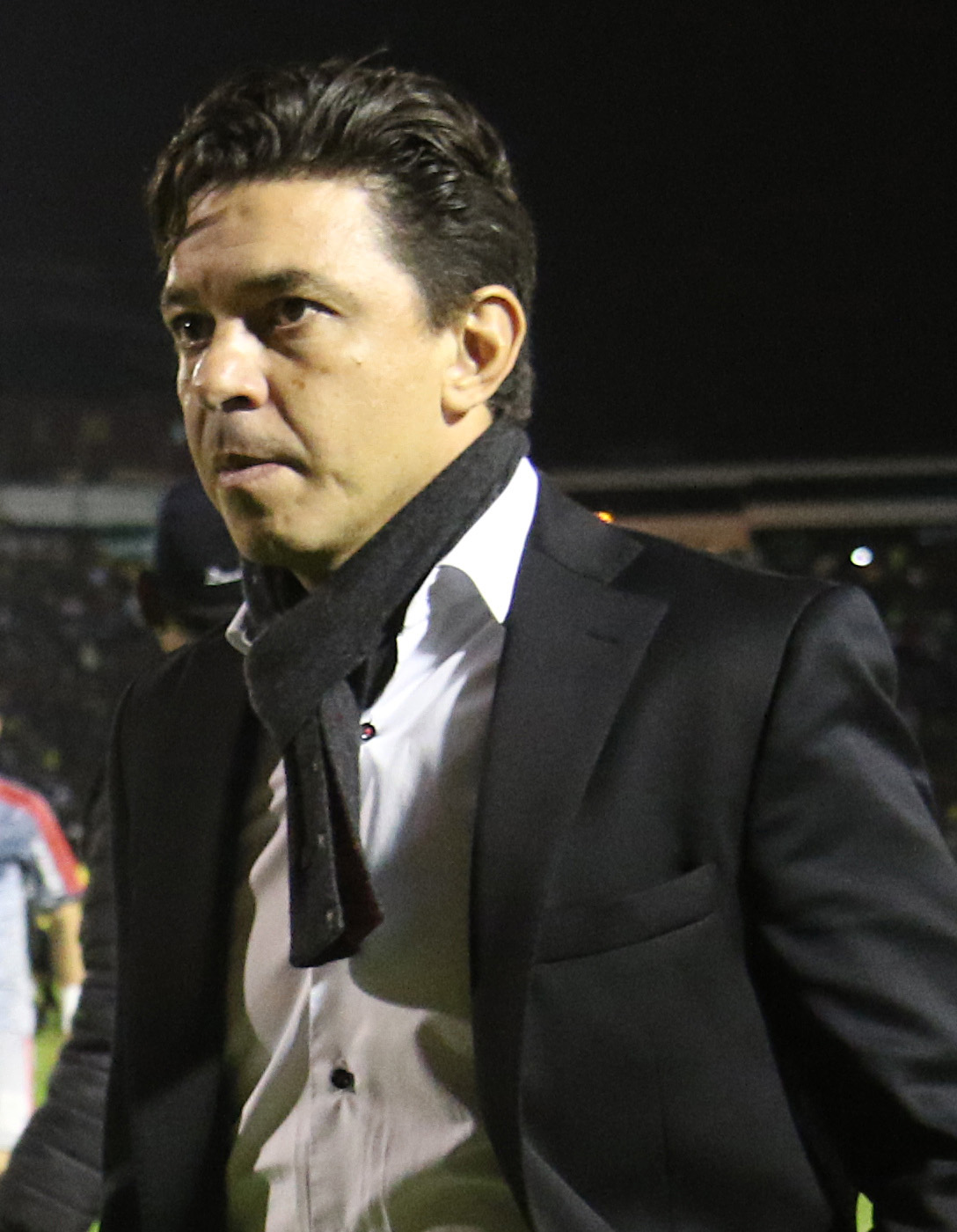
2016년의 가야르도

2015년 초, 가야르도의 리버 플레이트는 2014년 코파 수다메리카나 우승 구단 자격으로 2015년 레코파 수다메리카나에 참가해 코파 리베르타도레스 정상에 오른 알마그로의 산 로렌소와 맞대결을 펼쳤다. 리버는 안방 1차전 경기에서 1-0으로 이기고, 2차전도 같은 점수로 승리했는데, 두 경기 모두, 카를로스 산체스의 결승골로 이겼다.
조별 리그를 부진히 시작하며 탈락 직전까지 간 리버 플레이트는 2015년 코파 리베르타도레스에 턱걸이로 조별 리그를 통과해 가장 좋은 조별 리그 성적을 거둔 보카 주니어스와 맞대결을 펼쳤다. 리버는 안방에서 1차전을 카를로스 산체스의 페널티킥 결승골로 1-0 신승을 거두었다. 2차전은 라 봄보네라 원정 경기로, 양측은 전반 종료까지 0-0으로 팽팽히 맞섰다. 후반전 시작을 위해 선수들이 재입장할 무렵, 리버 플레이트의 선수들은 보카 주니어스 지지자들의 습격을 받았다. 1시간 지연 후, 남미 축구 연맹(CONMEBOL) 사무국은 경기를 중단하기로 결정했다. 며칠 후, 사무국은 보카 주니어스의 실격과 리버의 대회 8강 진출을 의결했다. 리버 플레이트는 결승에 올라 멕시코의 티그레스 UANL을 상대했다. 1차전은 UANL 경기장에서 열렸고, 득점 없이 비겼다. 2차전에서는 리버가 루카스 알라리오, 카를로스 산체스, 라미로 푸네스 모리의 릴레이 골로 19년 만에 코파 리베르타도레스 정상에 올랐다. 이튿날, 가야르도의 선수단은 오사카로 건너가 2014년 J리그컵 우승을 거둔 감바 오사카와 2015년 스르가 방크 선수권 경기를 치렀다. 경기는 리버 플레이트의 3-0 완승이었고, 가야르도는 취임 이래 4번째 국제 대회 우승을 거두었다.
2015년 시즌 리그에서 성적이 부진했지만, 리버는 2015년 코파 수다메리카나 준결승전에 올라 다른 아르헨티나 구단 우라칸을 상대했다. 두 경기의 결과는 1차전 0-1 안방 패배였고, 2차전은 2-2 원정 무승부였다. 이로 인해 가야르도는 감독 취임 이래 국제 대회 토너먼트전 첫 패배의 고배를 마셨다.
리버는 연말에 2015년 클럽 월드컵에 참가해 2015년 J1리그를 우승한 산프레체 히로시마와의 준결승전을 루카스 알라리오의 결승골과 마르셀로 바로베로 골키퍼의 3차례 전반 선방에 힘입어 1-0 진땀승을 거두었다. 리버는 결승전에서 유럽 정상에 오른 바르셀로나를 상대로 졸전 끝에 리오넬 메시와 루이스 수아레스에게 연달아 실점을 허용해 0-3으로 완패했다. 가야르도는 2015년 국제 축구 역사 통계 연맹(IFFHS)으로부터 올해의 감독 5위에 이름을 올렸다.
2016년부터 2022년까지
리버 플레이트는 2016년 코파 리베르타도레스 16강전에서 나중에 준우승을 거두는 인데펜디엔테 델 바예에게 패퇴했다. 리버 플레이트는 2015년 코파 수다메리카나 우승을 거둔 인데펜디엔테 산타 페를 상대로 1차전을 득점 없이 비기고, 안방 2차전을 2-1로 이겨 2016년 레코파 수다메리카나 우승을 거두며 1번 더 국제 대회 우승을 거두었다.
2015년 12월, 가야르도는 리버를 2015-16 시즌 코파 아메리카 우승으로 이끌어, 리버 플레이트 지휘봉을 잡은 이래 첫 국내 대회 우승을 거두었다. 그에 따라 리버 플레이트는 2017년 코파 리베르타도레스에 진출한 것 외에도 2016년 아르헨티나 프리메라 디비시온 정상에 등극한 라누스와의 2016년 수페르코파 아르헨티나 진검승부를 벌였으나, 후자의 대회는 0-3으로 패했다.
리버 플레이트는 2017년 코파 리베르타도레스 준결승전에서 라누스와 다시 격돌했다. 1차전 모누멘탈 안방 경기에서 1-0으로 이긴 후, 라누스 시립 경기장에서 열린 2차전을 2-4로 패했다. 리버 플레이트는 합계 3-4 패배로 결승 진출이 좌절되었다. 며칠 후, 2016-17 시즌 코파 아르헨티나 결승전에서 아틀레티코 투쿠만을 멘도사에서 이기고 2년 연속 코파 아르헨티나 정상에 올랐다. 그 결과 리버 플레이트는 2017년 수페르코파 아르헨티나에서 2016-17 시즌 아르헨티나 프리메라 디비시온을 우승한 보카 주니어스와 2018년 3월 14일에 맞붙었고, 2-0으로 승리하며 또다시 우승을 쟁취했다.
수페르코파 아르헨티나 우승 외에도, 리버 플레이트는 리그를 연패로 부진하게 시작했다. 이와 대조되게 2018년 코파 리베르타도레스에서는 선전하여 결승전까지 올라 보카 주니어스와 맞붙었다. 이 두 아르헨티나 구단이 리베르타도레스 결승전에서 붙은 일은 이번이 첫 사례였고, 대회를 1·2차전 형식으로 치른 마지막 코파 리베르타도레스 결승전이기도 했다. 다만 2차전은 리버 플레이트 지지자들이 모누멘탈에서 보카 주니어스 선수들을 습격한 일로 산티아고 베르나베우로 장소를 옮겨 진행했다. 리버 플레이트와 보카 주니어스 간 결승 1차전은 라 봄보네라에서 2-2 무승부로 끝났고, 리버의 득점 주인공은 루카스 프라토 자책골을 넣은 카를로스 이스키에르도스였다. 산티아고 베르나베우에서 열린 2차전은 1-1로 정규시간에 무승부로 끝났는데, 프라토가 해결사로서 리버의 득점을 기록하여 경기를 연장전으로 끌고 갔다. 리버는 이날 후안 페르난도 킨테로와 피티 마르티네스의 연속골이 터지면서 3-1 대역전승을 거두었다. 앞서 그레미우와의 준결승전에서 종전의 징계에 불복하여 결승전에서 선수단을 지휘하지 못했지만, 가야르도의 지도력은 우승의 원동력이 되었다고 평가받았다.(아르헨티나 축구 역사상 손꼽히는 중요한 순간으로 꼽혔다.) 언론의 가야르도의 지도력에 찬사를 표했고, 가야르도는 리버 플레이트 역대 최고의 감독 대열에 올라섰다.
2019년 레코파 수다메리카나 우승으로, 가야르도는 취임 이래 10번의 우승을 거둔 리버 플레이트 역사상 가장 성공적인 감독이 되었다. 그는 국제 무대에서 가장 많은 국제 대회 우승을 거둔 리버 플레이트 감독으로 총 7번의 국제 대회 우승을 거두었다: 코파 리베르타도레스 2회(2015, 2018), 2014년 코파 수다메리카나, 레코파 수다메리카나 3회(2015, 2016, 2019), 그리고 2015년 스르가 방크 선수권을 우승했다. 그는 리버 플레이트 역사상 최고의 감독으로 평가된다. 가야르다는 우루과이 언론 엘 파이스지로부터 2019년 미주 올해의 감독으로 선정되었고, 세계 최고의 감독 순위에도 2위에 이름을 올렸다.
2020년대 초, 브라질 구단들이 지역 리그에서의 경쟁이 고조되고 내수 경제가 활성화되면서, 아르헨티나 구단들보다 남미 축구 연맹 주관 국제 대회에서 강세를 보였다. 비록 가야르도는 수 년에 걸처 주축 선수들을 잔류에 노력을 기울이는 등 정상급 구단들과 대등히 맞설 대항마로 선수단을 꾸렸지만, 아르헨티나의 경제 규모가 브라질의 경제규모와 격차가 벌어지면서, 리버 플레이트가 브라질 구단들을 맞서기에는 역부족이었다. 2021년 코파 리베르타도레스 8강에서 아틀레치쿠 미네이루에 무릎을 꿇은 후, 그는 상대 구단이 "더 나은 경기를 펼쳤다"고 추켜세웠고, 그 해 아르헨티나 리그에 집중하기 위해 시선을 돌렸다. 리버 플레이트는 리그 우승을 거두었는데, 가야르도는 선수 및 감독으로서 리버 플레이트에서 통산 22번째 우승을 거두어 앙헬 라브루나와 이 부문에서 어깨를 나란히 했다. 시즌 말에 계약 만료가 임박하면서, 그가 리버 플레이트 감독을 연임할 지에 대한 의문이 제기되었고, 가야르도는 계약을 1년 더 연장하기로 결정했는데, 리버 플레이트와 계속 동행하지 않고, 감독일을 잠깐 쉴 것임을 밝혔다.

## 경기 방식
현역 시절, 가야르도는 플레이메이커로 중앙 혹은 공격형 미드필더를 맡았다. 발재간이 좋은 지능적인 선수로, 가야르도는 넓은 시야, 출중한 기술력, 품격, 공몰이, 그리고 수비를 가로지르는 공넘김으로 찬사를 받았다. 가야르도는 직접 프리킥과 코너킥, 그리고맞춤 전술에서도 공 배급이 정확한 것으로도 평이 높았다. 그의 경기 방식은 유망주 시절에 디에고 마라도나와 견주어지기도 했다.

## 사생활
가야르도는 고교 시절의 첫사랑 헤랄디네 라 로사를 배우자로 맞이해 슬하에 4명의 아들을 두었다. 이들 중 리버 플레이트에서 나우엘 가야르도가 뛰었다. 그는 유년 시절에 축구에 그리 관심을 두지 않았고, 연날리기에 더 관심이 있었다. 가야르도는 처음에 산 로렌소의 지지자였지만, 모친계의 영향을 받아 리버 플레이트를 지지하게 되었다고 언급했다.
선수 시절과 감독 초년 시절에, 가야르도의 별칭은 인형(el Muñeco)이었다. 그의 동료들은 1990년대 초, 유망주 시절부터 가야르도를 인형이라 수식했다. 가야르도는 리버 플레이트를 성공적으로 이끌며 지지자들과 언론으로부터 나폴레옹이라는 별명이 새로 붙었다.

## 경력 통계

### 클럽
| 구단            | 시즌      | 리그                         | 리그 | 리그 | 컵   | 컵 | 리그컵 | 리그컵 | 대륙 | 대륙 | 기타 | 기타 | 합계 | 합계 |
| 구단            | 시즌      | 리그명                       | 출장 | 골   | 출장 | 골 | 출장   | 골     | 출장 | 골   | 출장 | 골   | 출장 | 골   |
| --------------- | --------- | ---------------------------- | ---- | ---- | ---- | -- | ------ | ------ | ---- | ---- | ---- | ---- | ---- | ---- |
| 리버 플레이트   | 1992–93   | 아르헨티나 프리메라 디비시온 | 4    | 0    | —    | —  | —      | —      | 1    | 0    | —    | —    | 5    | 0    |
| 리버 플레이트   | 1993–94   | 아르헨티나 프리메라 디비시온 | 4    | 0    | 4    | 0  | —      | —      | 0    | 0    | —    | —    | 8    | 0    |
| 리버 플레이트   | 1994–95   | 아르헨티나 프리메라 디비시온 | 23   | 3    | —    | —  | —      | —      | 6    | 2    | —    | —    | 29   | 5    |
| 리버 플레이트   | 1995–96   | 아르헨티나 프리메라 디비시온 | 21   | 5    | —    | —  | —      | —      | 16   | 1    | —    | —    | 37   | 6    |
| 리버 플레이트   | 1996–97   | 아르헨티나 프리메라 디비시온 | 24   | 4    | —    | —  | —      | —      | 3    | 1    | —    | —    | 27   | 5    |
| 리버 플레이트   | 1997–98   | 아르헨티나 프리메라 디비시온 | 19   | 5    | —    | —  | —      | —      | 12   | 3    | —    | —    | 31   | 8    |
| 리버 플레이트   | 1998–99   | 아르헨티나 프리메라 디비시온 | 14   | 1    | —    | —  | —      | —      | 11   | 2    | —    | —    | 25   | 3    |
| 리버 플레이트   | 합계      | 합계                         | 109  | 17   | 4    | 0  | —      | —      | 49   | 9    | —    | —    | 162  | 27   |
| 모나코          | 1999–2000 | 리그 1                       | 28   | 8    | 1    | 0  | 0      | 0      | 7    | 0    | —    | —    | 36   | 8    |
| 모나코          | 2000–01   | 리그 1                       | 26   | 6    | 3    | 2  | 1      | 0      | 3    | 0    | 1    | 0    | 34   | 8    |
| 모나코          | 2001–02   | 리그 1                       | 22   | 3    | 5    | 2  | 0      | 0      | —    | —    | —    | —    | 27   | 5    |
| 모나코          | 2002–03   | 리그 1                       | 27   | 1    | 3    | 1  | 0      | 0      | —    | —    | —    | —    | 30   | 2    |
| 모나코          | 합계      | 합계                         | 103  | 18   | 12   | 5  | 1      | 0      | 10   | 0    | 1    | 0    | 127  | 23   |
| 리버 플레이트   | 2003–04   | 아르헨티나 프리메라 디비시온 | 15   | 4    | —    | —  | —      | —      | 11   | 3    | —    | —    | 26   | 7    |
| 리버 플레이트   | 2004–05   | 아르헨티나 프리메라 디비시온 | 25   | 6    | —    | —  | —      | —      | 10   | 3    | —    | —    | 35   | 9    |
| 리버 플레이트   | 2005–06   | 아르헨티나 프리메라 디비시온 | 23   | 11   | —    | —  | —      | —      | 11   | 3    | —    | —    | 34   | 14   |
| 리버 플레이트   | 2006–07   | 아르헨티나 프리메라 디비시온 | 14   | 4    | —    | —  | —      | —      | 1    | 1    | —    | —    | 15   | 5    |
| 리버 플레이트   | 합계      | 합계                         | 77   | 25   | —    | —  | —      | —      | 33   | 10   | —    | —    | 110  | 35   |
| 파리 생-제르맹  | 2006–07   | 리그 1                       | 13   | 2    | 3    | 0  | —      | —      | 3    | 0    | —    | —    | 19   | 2    |
| 파리 생-제르맹  | 2007–08   | 리그 1                       | 9    | 0    | —    | —  | —      | —      | 3    | 0    | —    | —    | 12   | 0    |
| 파리 생-제르맹  | 합계      | 합계                         | 22   | 2    | 3    | 0  | —      | —      | 6    | 0    | —    | —    | 31   | 2    |
| D.C. 유나이티드 | 2008      | 메이저 리그 사커             | 15   | 4    | 1    | 0  | —      | —      | —    | —    | —    | —    | 16   | 4    |
| 리버 플레이트   | 2008–09   | 아르헨티나 프리메라 디비시온 | 10   | 3    | —    | —  | —      | —      | 4    | 1    | —    | —    | 14   | 4    |
| 리버 플레이트   | 2009–10   | 아르헨티나 프리메라 디비시온 | 18   | 4    | —    | —  | —      | —      | 1    | 0    | —    | —    | 19   | 4    |
| 리버 플레이트   | 합계      | 합계                         | 28   | 7    | —    | —  | —      | —      | 5    | 1    | —    | —    | 33   | 8    |
| 나시오날        | 2010–11   | 우루과이 프리메라 디비시온   | 13   | 3    | —    | —  | —      | —      | 2    | 0    | —    | —    | 15   | 3    |
| 경력 합계       | 경력 합계 | 경력 합계                    | 367  | 76   | 20   | 5  | 1      | 0      | 105  | 20   | 1    | 0    | 494  | 102  |

1. 1 2  UEFA컵 출장 경기 포함
2. ↑  챔피언스리그 출장 경기 포함
3. ↑  트로페 데 샹피옹 출장 경기 포함

### 국가대표팀
| 국가대표팀 | 연도 | 출장 | 골 |
| ---------- | ---- | ---- | -- |
| 아르헨티나 | 1994 | 2    | 0  |
| 아르헨티나 | 1995 | 11   | 5  |
| 아르헨티나 | 1996 | 0    | 0  |
| 아르헨티나 | 1997 | 8    | 5  |
| 아르헨티나 | 1998 | 9    | 0  |
| 아르헨티나 | 1999 | 4    | 0  |
| 아르헨티나 | 2000 | 2    | 1  |
| 아르헨티나 | 2001 | 5    | 2  |
| 아르헨티나 | 2002 | 1    | 0  |
| 아르헨티나 | 2003 | 2    | 0  |
| 합계       | 합계 | 44   | 13 |

### 국가대표팀 득점 기록
아래의 점수에서 왼쪽의 점수가 아르헨티나의 점수이며, 점수 열은 가야르도의 득점 이후의 상황을 나타낸다.
| #  | 날짜            | 경기장                                         | 상대              | 점수 | 결과 | 대회                 |
| -- | --------------- | ---------------------------------------------- | ----------------- | ---- | ---- | -------------------- |
| 1  | 1995년 2월 14일 | 아르헨티나 멘도사 아르헨티나령 말비나스 경기장 | 불가리아          | 1–0  | 4–1  | 친선경기             |
| 2  | 1995년 2월 14일 | 아르헨티나 멘도사 아르헨티나령 말비나스 경기장 | 불가리아          | 2–0  | 4–1  | 친선경기             |
| 3  | 1995년 5월 13일 | 남아프리카 공화국 요하네스버그 엘리스 파크     | 남아프리카 공화국 | 1–1  | 1–1  | 친선경기             |
| 4  | 1995년 6월 21일 | 아르헨티나 멘도사 아르헨티나령 말비나스 경기장 | 슬로바키아        | 1–0  | 6–0  | 친선경기             |
| 5  | 1995년 6월 21일 | 아르헨티나 멘도사 아르헨티나령 말비나스 경기장 | 슬로바키아        | 4–0  | 6–0  | 친선경기             |
| 6  | 1997년 6월 14일 | 볼리비아 코차밤바 펠리스 카프릴레스            | 칠레              | 2–0  | 2–0  | 1997년 코파 아메리카 |
| 7  | 1997년 6월 17일 | 볼리비아 코차밤바 펠리스 카프릴레스            | 파라과이          | 1–1  | 1–1  | 1997년 코파 아메리카 |
| 8  | 1997년 6월 21일 | 볼리비아 수크레 올림피코 파트리아              | 페루              | 1–2  | 1–2  | 1997년 코파 아메리카 |
| 9  | 1997년 7월 6일  | 파라과이 아순시온 데펜소레스 델 차코           | 파라과이          | 1–0  | 2–1  | 1998년 월드컵 예선전 |
| 10 | 1997년 9월 10일 | 칠레 산티아고 국립 경기장                      | 칠레              | 1–0  | 2–1  | 1998년 월드컵 예선전 |
| 11 | 2000년 10월 8일 | 아르헨티나 부에노스 아이레스 엘 모누멘탈       | 우루과이          | 1–0  | 2–1  | 2002년 월드컵 예선전 |
| 12 | 2001년 3월 28일 | 아르헨티나 부에노스 아이레스 엘 모누멘탈       | 베네수엘라        | 4–0  | 5–0  | 2002년 월드컵 예선전 |
| 13 | 2001년 9월 5일  | 아르헨티나 부에노스 아이레스 엘 모누멘탈       | 브라질            | 1–1  | 2–1  | 2002년 월드컵 예선전 |

## 감독 통계
2022년 10월 23일
| 구단          | 취임            | 해임             | 기록 | 기록 | 기록 | 기록 | 기록 | 기록 | 기록 | 기록  |
| 구단          | 취임            | 해임             | 전   | 승   | 무   | 패   | 득   | 실   | 차   | 율    |
| ------------- | --------------- | ---------------- | ---- | ---- | ---- | ---- | ---- | ---- | ---- | ----- |
| 나시오날      | 2011년 6월 29일 | 2012년 6월 19일  | 39   | 23   | 7    | 9    | 74   | 41   | +33  | 58.97 |
| 리버 플레이트 | 2014년 5월 30일 | 2022년 11월 13일 | 424  | 228  | 111  | 85   | 755  | 366  | +389 | 53.77 |
| 합계          | 합계            | 합계             | 463  | 251  | 118  | 94   | 829  | 407  | +422 | 54.21 |

## 수상
2021년 12월 18일 기준

### 선수
리버 플레이트
- 아르헨티나 프리메라 디비시온
  - 아페르투라: 1993, 1994, 1996, 1997
  - 클라우수라: 1997, 2004
- 코파 리베르타도레스: 1996
- 수페르코파 수다메리카나: 1997

모나코
- 디비시옹 1: 1999–2000
- 쿠프 드 라 리그: 2002–03
- 트로페 데 샹피옹: 2000

파리 생-제르맹
- 쿠프 드 라 리그: 2007–08

D.C. 유나이티드
- US 오픈컵: 2008

나시오날
- 우루과이 프리메라 디비시온: 2010–11

아르헨티나
- 하계 올림픽 은메달: 1996
- 팬아메리칸 게임: 1995
- 컨페더레이션스컵 준우승:1995

개인
- 디비시옹 1 올해의 선수: 1999–2000
- 남아메리카 올해의 축구 선수: 1997, 1998

### 감독
나시오날
- 우루과이 프리메라 디비시온: 2011–12

리버 플레이트
- 아르헨티나 프리메라 디비시온: 2021
- 코파 아르헨티나: 2015–16, 2016–17, 2018–19
- 수페르코파 아르헨티나: 2017, 2019
- 트로페오 데 캄페오네스 데 라 리가 프로페시오날: 2021
- 클럽 월드컵 준우승: 2015
- 코파 리베르타도레스
  - 우승: 2015, 2018
  - 준우승: 2019
- 코파 수다메리카나: 2014
- 레코파 수다메리카나: 2015, 2016, 2019
- 스르가 방크 선수권: 2015

개인
- 남아메리카 올해의 감독: 2018, 2019, 2020
- 코파 리베르타도레스 올해의 감독: 2015,[103] 2018[104]
- 코파 수다메리카나 올해의 감독: 2014
- 레코파 수다메리카나 올해의 감독: 2015, 2016, 2019

## 참고
A. ^  가야르도는 따로 스페인어:  ɡaˈʝaɾðo[*]로 발음한다.